# فیات ۵۰۵
فیات ۵۰۵ (Fiat 505) خودرویی است که در سال‌های ۱۹۱۹ تا ۱۹۲۵ تولید شده‌است.
طراحی آن خودروهای موتور جلو-محور عقب بوده وزن آن در حالت طبیعی ۱٬۵۵۰ کیلوگرم (۳٬۴۱۷ پوند) است.
موتور آن ۲۲۹۶ سی‌سی سیستم جعبه‌دندهٔ آن ۴ دنده به صورت دستی است.